# 1797 في الولايات المتحدة
فيما يلي قوائم الأحداث التي وقعت خلال عام 1797 في الولايات المتحدة.

## سياسة

### تعيين في المنصب
- 3 يناير – أوغسطس قيصر رودني member of the Delaware House of Representatives ‏.
- 4 مارس – أبيجيل آدامز السيدة الأولى للولايات المتحدة.
- 4 مارس – جون آدامز رئيس الولايات المتحدة.
- 4 مارس – ديفيد هولمز عضو مجلس النواب الأمريكي.
- 30 سبتمبر – دانيال روجرز حاكم ولاية ديلاوير [الإنجليزية]‏.
- 23 نوفمبر – وليم تشارلز كول كليبورن عضو مجلس النواب الأمريكي.

### انتهاء فترة المنصب
- 4 مارس – آرون بور عضو مجلس الشيوخ الأمريكي.
- 4 مارس – أبيجيل آدامز السيدة الثانية للولايات المتحدة.
- 4 مارس – جورج واشنطن رئيس الولايات المتحدة.
- 4 مارس – جيمس ماديسون عضو مجلس النواب الأمريكي.
- 4 مارس – مارثا واشنطن السيدة الأولى للولايات المتحدة.
- 2 يونيو – صامويل آدمز حاكم ماساتشوستس [الإنجليزية]‏.
- 26 سبتمبر – أندرو جاكسون عضو مجلس النواب الأمريكي.
- 1 ديسمبر – أوليفر وولكوت حاكم كونيتيكت  [لغات أخرى]‏.

## مواليد

### يناير
- 1 يناير – توماس باتريك مور سياسي أمريكي.
- 1 يناير – سوجورنر تروث
- 2 يناير – هيو لاغري سياسي أمريكي.

### مارس
- 6 مارس – جيريت سميث سياسي أمريكي.

### أغسطس
- 10 أغسطس – جون م باتون سياسي أمريكي.

### سبتمبر
- 25 سبتمبر – جون جيمس ألين سياسي أمريكي.

### ديسمبر
- 15 ديسمبر – جوزيف ليكومبت سياسي أمريكي.
- 17 ديسمبر – جوزيف هنري

## وفيات

### يناير
- 11 يناير – فرانسيس لايتفوت لي (مواليد 1734) سياسي أمريكي.

### فبراير
- 1 فبراير – جيمس دوان (مواليد 1733) سياسي أمريكي.

### مارس
- 31 مارس – بيتي واشنطن لويس (مواليد 1733)

### أكتوبر
- 10 أكتوبر – كارتر براكستون (مواليد 1736) سياسي أمريكي.

### ديسمبر
- 1 ديسمبر – أوليفر وولكوت (مواليد 1726) سياسي أمريكي.